# Land of Bad
Land of Bad ist ein Action-Thriller von William Eubank. Er feierte am 25. Januar 2024 seine Premiere und wurde im Februar 2024 veröffentlicht.

## Handlung
Der junge JTAC Kinney ist in ein Team der Delta Force auf einer Militärmission auf den Philippinen gegen die islamistische Terrororganisation Abu Sayyaf eingebunden, bei der ein vermisster CIA-Mitarbeiter gerettet werden soll. Die Delta-Force-Soldaten betrachten Kinney zunächst nicht als gleichwertigen Soldaten, da er nicht „erste Liga“ sei. Während des Einsatzes beobachten sie, wie Terroristen die Frau eines Waffenhändlers in dessen opulentem Anwesen enthaupten und auch dessen Kind bedrohen. Daraufhin beschließt das Team, einzugreifen. Bei dem anschließenden Feuergefecht werden scheinbar alle Mitglieder der US-Einheit getötet – außer Kinney.
Mithilfe der Führung durch den Drohnenoffizier Reaper, der das Geschehen am Bildschirm verfolgt, kann Kinney einen nahegelegenen Landeplatz erreichen. Dort wird er jedoch erneut von Terroristen angegriffen, so dass seine Rettung trotz massiver Luftunterstützung abgebrochen wird. Auf dem Weg zu einem zweiten Landeplatz wird er von gegnerischen Kämpfern gekidnappt.
Das Lager, in dem Kinney anschließend gefangengehalten wird, wird überraschend angegriffen – von Captain Sugar, der nicht, wie ursprünglich angenommen, bei dem ersten Gefecht getötet wurde. Sugar befreit Kinney und plant mit ihm die Rettung eines weiteren überlebenden Teammitglieds: Bishop. Dazu müssen sie in das weitläufige Anwesen des Waffenhändlers zurückkehren. Nach zahlreichen blutigen Kämpfen und mithilfe der Feuerunterstützung der von Reaper gesteuerten MQ-9-Kampfdrohne schaffen es die Männer, in das Gebäude einzudringen und den gekidnappten Bishop sowie den ursprünglich gesuchten CIA-Mitarbeiter zu befreien. Captain Sugar, der Kinney zwischenzeitlich seine Anerkennung als Teil der „ersten Liga“ vermittelt hat, wird dabei von den Terroristen getötet.

## Produktion
Der Film wurde erstmals auf dem Cannes Film Market im Jahr 2022 angekündigt. Die Dreharbeiten begannen im September 2022, fanden in South East Queensland, im Hinterland von Gold Coast statt und dauerten mindestens bis November 2022. Die Produktion erzeugte alleine in Australien etwa 270 temporäre Jobs.

## Synchronisation
Die deutschsprachige Synchronisation wurde von der Studio Hamburg Synchron durchgeführt.
| Rolle                     | Darsteller        | Deutsche Synchronisation |
| ------------------------- | ----------------- | ------------------------ |
| Sgt. JJ Kinney            | Liam Hemsworth    | Leonhard Mahlich         |
| Cpt. Eddie Grimm 'Reaper' | Russell Crowe     | Martin Umbach            |
| Colonel Duz Packett       | Daniel MacPherson | Tim Niebuhr              |
| Cpt. David Andrews        | Gunner Wright     | Ingo Abel                |
| Sgt. John 'Sugar' Sweet   | Milo Ventimiglia  | Oliver Scheffel          |
| Saeed Hashimi             | Robert Rabiah     | Neil Malik Abdullah      |
| Sgt. Abell                | Luke Hemsworth    | Daniel Welbat            |
| Sgt. Bishop               | Ricky Whittle     | Ivo Möller               |
| Staff Sgt. Nia Branson    | Chika Ikogwe      | Runa Pernoda Schaefer    |

## Kritik
Das Lexikon des internationalen Films vergab zwei von fünf Sternen und beurteilt den Film als „schlicht-brachiale[n], aber effektiv inszenierte[n] Actionthriller, der sich zwischendurch wie ein Werbeclip fürs militärische Miteinander von Bodentruppen und Drohnen ausnimmt, wobei betont wird, dass auch bei den unbemannten Luftfahrzeugen das menschliche Element am Steuer der Schlüssel zum Erfolg ist.“